# NGC 4468
NGC 4468 هي مجرة إهليلجية الشكل أو مجرة محدبة تبعد حوالي 46 مليون سنة ضوئية وتقع في كوكبة الهلبة (كوكبة). اكتشف المجرة العالم الفلكي ويليام هيرشيل في 14 يناير 1787. وهو عضو في مجموعة العذراء.

## وصلات خارجية
- NGC 4468 على موقع ويكي سكاي: DSS2, SDSS, GALEX, IRAS, Hydrogen α, X-Ray, Astrophoto, Sky Map, Articles and images